# Валя-Стиней (Сучава)
Валя-Стиней (рум. Valea Stânei) — село у повіті Сучава в Румунії. Входить до складу комуни Кирлібаба.
Село розташоване на відстані 353 км на північ від Бухареста, 82 км на захід від Сучави, 146 км на північний схід від Клуж-Напоки.

## Населення
За даними перепису населення 2002 року у селі проживали 115 осіб. Усі жителі села рідною мовою назвали румунську.
Національний склад населення села:
| Національність | Кількість осіб | Відсоток |
| -------------- | -------------- | -------- |
| румуни         | 109            | 94,8%    |
| німці          | 6              | 5,2%     |